# Pierluigi Prete
Pierluigi Prete, anche detto Gigi, (Cisterna di Latina, 25 giugno 1967) è un allenatore di calcio ed ex calciatore italiano, di ruolo difensore.

## Caratteristiche tecniche
Difensore, per lo più terzino sinistro e centrale, all'evenienza ha giocato anche a centrocampo come esterno sinistro e centrale.

## Carriera

### Giocatore
Cresce nel settore giovanile, facendo tutta la trafila e arrivando in prima squadra all'età di 17 anni, dove partecipa alla vittoria del campionato (interregionale) successivamente denominato Serie D, nel 1984-1985 confezionando 7 presenze. Rimane per altri due anni nella Pro Cisterna in Serie C2 girone D realizzando 57 presenze e 3 goal. Nel campionato 1987-1988 va al Frosinone in Serie C1 dove totalizza 31 presenze e 2 goal. Nello stesso anno viene convocato in Nazionale under 21 di Serie C (del mister Giovannini) giocando insieme a Beppe Signori, Pierluigi Casiraghi, Fabrizio Ravanelli, Fausto Pizzi, Oreste Didonè, Marco Simone e Stefano Salvatori; con loro partecipò al torneo in Corea del Sud dove collezionò 5 presenze.

Nel 1988-1989 viene acquistato dall'Empoli, appena retrocessa in Serie B. Nello stesso anno, a ottobre, va in prestito al Casarano in Serie C1 concludendo la stagione con 29 presenze complessive. Gli anni successivi ritorna a Empoli (ulteriormente retrocesso in serie C1) e rimane per due anni consecutivi alla corte dell'allenatore Giampiero Vitali collezionando 63 presenze e 3 goal. Nel 1991-1992 la Reggina (C-1 girone B) lo acquista a parametro zero e realizza 33 presenze. Nel 1992-1993 il Taranto di Vitali lo vuole a tutti i costi e Prete ripaga subito la fiducia con il secondo gol nella sfida di Coppa Italia contro la Lucchese vinta per 2-1, che regalerà ai pugliesi l'accesso al turno successivo, per la prima volta in notturna, contro la Roma, perso in aggregato per 7-2.

Conclude la stagione con 33 presenze e un 2 gol, uno in coppa e l'altro in campionato. Nel 1993-1994 si trasferisce (causa estromissione dal campionato successivo del Taranto da parte del tribunale fallimentare) a Siena (C-1 girone B) alla corte di Silvio Baldini, collezionando 32 presenze e 1 gol. Nel 1994-1995, a novembre, si trasferisce all'Albanova (C-2 girone C) con 27 presenze e 2 gol. 
Nelle annate 1995-1996 e 1996-1997 milita al Castel di Sangro, C-1 girone B, che verrà promosso in Serie B dopo la partita play-off vinta ai rigori contro l'Ascoli: colleziona in tutto 63 presenze e 1 gol, realizzato nel derby abruzzese tra Castel di Sangro e Chieti finito per 1 - 0, tra il primo campionato di C-1 girone B e quello successivo in Serie B, dove i giallorossi ottengono la salvezza.

Da sinistra verso destra: Claudio Bonomi, Pierluigi Prete e Gionatha Spinesi, al Castel di Sangro nel suo primissimo campionato di Serie B

Al termine del campionato si trasferisce al Brescello, nel 1997-1998, in C-1. Disputa la partita di Coppa Italia contro la Juventus, campione d'Italia in carica, terminata per 1-1 al Mapei Stadium. Conclude tuttavia l'annata con sole 6 presenze, a causa di un infortunio che lo terrà fuori dai campi per ben 8 mesi concludendo anzitempo la sua stagione.

Dal 1998 al 2001 gioca nella Fermana: il primo anno lo disputa nel girone B di Serie C-1 (raggiungendo la vetta), il secondo anno dunque in Serie B ma il terzo nuovamente in Serie C-1; colleziona in tutto 67 presenze e termina la sua carriera alla Civitanovese, nel 2003, dopo 19 anni di calcio senior e un totale di 400 partite nei professionisti, comprese quelle di Coppa Italia e Nazionale Italiana Under-21 Serie C.

### Allenatore
Inizia la sua carriera da allenatore alla Civitanovese nel 2002-2003 facendo giocatore e allenatore nel campionato di Promozione. Dal 2003-2004 fino al 2005-2006 allena il Castelfidardo (Prima Categoria) vincendo nell'ultimo anno il campionato. Nel 2006-2007 e nel 2007-2008 allena la Fermana (Promozione), ottenendo una promozione nella seconda stagione. Ha collaborato per 10 anni con il Milan Junior Camp e per 5 anni con Italia Soccer Camp; allena nelle giovanili del Latina.

## Controversie
Il 7 marzo 1997, mentre giocava nel Castel di Sangro, venne arrestato dopo tre mesi dall'arresto della moglie - la cilena Vanessa Carrillo Dìaz - per traffico internazionale di droga (nello specifico cocaina). Rimase in carcere tre settimane; successivamente fu totalmente scagionato dall'accusa e risarcito per l'immotivata detenzione.

## Palmarès

### Giocatore

#### Competizioni nazionali
- Campionato Interregionale: 1

Pro Cisterna: 1984-1985 (girone G)
- Campionato italiano Serie C1: 1

Fermana: 1998-1999 (girone B)

### Allenatore

#### Competizioni regionali
- Prima Categoria: 1

Castelfidardo: 2005-2006
- Prima Categoria: 1

Fermana: 2006-2007